# St. Pauli-Landungsbrücken (serie televisiva)
St. Pauli-Landungsbrücken è una serie televisiva tedesca prodotta dal 1979 al 1982 da Norddeutsches Werbefernsehen e dalla Studio Hamburg International Production. Tra gli interpreti principali, figurano Inge Meysel ed Eva Maria Bauer.
La serie si compone di 2 stagioni, ciascuna formata da 30 episodi.
La serie veniva trasmessa dall'emittente ARD. La prima puntata andò in onda il 9 novembre 1979.

## Descrizione
La serie ruota attorno ai problemi quotidiani di alcune famiglie e persone che abitano nella zona dei St. Pauli-Landungsbrücken, gli embarcaderi del quartiere St. Pauli di Amburgo. Tra i protagonisti di questi vicende, vi sono Gretchen Ebelmann e Lenchen Ebelmann.

## Episodi
| Stagione         | Episodi | Prima TV originale | Prima TV Italia |
| ---------------- | ------- | ------------------ | --------------- |
| Prima stagione   | 30      | 1979-1980          | inedita         |
| Seconda stagione | 30      | 1980-1982          | inedita         |

## Guest-star
Tra le guest star apparse nella serie, figurano:
- Werner Asam (1 ep.)[7]
- Karin Baal[8]
- Iris Berben[9]
- Nora von Collande[10]
- Jan Hendriks[11]
- Klaus Höhne (1 ep.)[12]
- Diana Körner[13]
- Klaus Löwitsch[14]
- Kay Sabban[15]
- Helmut Zierl[16]